# Weidenmühle (Werbach)
Weidenmühle ist eine ehemalige Mühle und heutiger Wohnplatz der Gemeinde Werbach im Main-Tauber-Kreis im Nordosten Baden-Württembergs.

## Geographie
Das Anwesen befindet sich direkt am Welzbach am südöstlichen Ortsende von Werbach. Etwa 200 Meter östlich der Weidenmühle zweigt der Schlund – einer von drei Mündungsarmen des Welzbachs in die Tauber – als Überlauf eines Streichwehrs nach links vom Welzbach ab. Etwa 850 Meter bachaufwärts liegt die Welzmühle.

## Verkehr
Der Welzbachtalradweg führt direkt am Wohnplatz vorbei. Die gleichnamige Straße Weidenmühle zweigt in Werbach von der Liebfrauenbrunnstraße (L 2297) ab und führt nach etwa 150 Metern zur Weidenmühle.